# Eske K. Mathiesen
Eske Kaufmann Mathiesen (født 29. april 1944, død 4. juni 2021) var en dansk digter. Han var uddannet som folkemindeforsker. Eske K. Mathiesen har udsendt 60 bøger med digte og små historier for voksne og 17 bøger for børn, der ofte har tilfælles, at de omhandler dyr, som han syntes på mange måder afspejlede mennesket. Han fik senere en interesse for en krage, som han så som en afspejling på sig selv, og som han skrev mange digte om i en digtsamling. Digtene er ofte anvendt som børnefortællinger. D. 16. oktober, 2007, gæstede han Den 11. time og læste nogle af sine digte op.
I 2015 udgav forlaget Arena monografien Eske K. Mathiesen af Martin Gregersen og Tobias Skiveren, der særligt fremhæver tre træk som symptomatiske for forfatterskabet. For det første indeholder disse digte altid et overraskende "tvist", der vrider skæve og mærkværdige sider ud af den genkendelige virkelighed. For det andet udviser forfatterskabet en udtalt økopolitisk sympati for naturens oversete væsner - regnorm, lærken, følfoden - som tilnærmes forbilledligt med stor følsomhed og respekt. Og for det tredje finder man i disse tekster en socialt indigneret tråd, som i det tidlige forfatterskab viser sig i tydeligt satiriske spidninger af magtfulde og undertrykkende personager, men som senere bevæger sig over i fintfølende og subtile fremhævninger af de marginaliserede eksistenser og tilværelsesformer, som falder uden for modernitetens fremadstormende og økonomiske idealer.

## Værker
- Blomstergåder og dyrerim (Privattryk, 1975)
- Fra spætternes have", (Swing, 1976)
- Ind i gåsens vendekreds, (Swing, 1977)
- Gule bjælder (Swing, 1978)
- Syltetøj (Swing,1979
- Almanakhistorier 1-4 (Brøndum, 1981, 1982, 1983, 1984)
- Epigrammer (Brøndum, 1982)
- Den ny Uglspil (Vindrose, 1982)
- Fuglevarsler (Brøndum, 1986)
- Her (Brøndum, 1988)
- Noter (Brøndum, 1990)

- Den lille skrædder (Gyldendal, 1991)
- Den latterlige Folkemindesamler (Foreningen Danmarks folkeminder, 1989)
- Den leende have (Brøndum 1991)
- Den evige jøde (Foreningen Danske Folkeminder, 1992)
- Skoledage (Brøndum, 1993)
- Der var engang en sommer (Gullanders Bogtrykkeri, 1993)
- Skyggen af en myg (Gladsaxe Bibliotekerne, 1995)
- Den blå kyst (Gullanders Bogtrykkeri, 1998)
- Vildgåsen (Gullanders Bogtrykkeri, 1998)
- Den grønne lanterne og andre fortællinger (Høst, 2000)
- Uglemærker (Arena, 2001)
- Herbarium (Egen udgivelse, 2002)
- Digte fra marsken (Gullanders Bogtrykkeri, 2002)
- Bornholmske digte (Bornholms Tidende, 2002)
- At lytte til lærken (Anette Blæsbjerg Ørom, 2003)
- Kæpheste (Gullander, Skjern, 2004)
- Fra Villa Bergshyddan (2004)
- Udsigt fra et muldvarpeskud (Clausens Kunsthandel, 2004)
- Landet rundt (Gullanders Bogtrykkeri, 2005)
- Raderinger (Galeri Dahl, 2005)
- Stikkelsbær (Gullanders Bogtrykkeri, 2006)
- Træpenge (Clausens Kunsthandel, 2006)
- Tranedun (Bebop, 2008)
- Den grønne flod (Clausens Kunsthandel, 2008)
- Bonjour monsieur Satie (Bebop, 2009)
- Vinterfluen (Clausens Kunsthandel, 2009)
- Haven med de 12 digte (Café Annas Forlag, 2010)
- Rust på hejre hører ingen steder hjemme (Den fynske forårsudstilling, 2010)
- Rust (Gullanders Bogtrykkeri, 2010)
- Af Ellen Marsvins optegnelser (Arena, 2011)
- Guds hus (Clausens Kunsthandel, 2012)
- Der ligger et hus i skoven (Johannes Larsen Museet, 2013)
- Huskesedler (Galleri Fjaltring, 2013)
- Ler (Galleri Fjaltring, 2013)
- Ord til andet ( Sophienholm, Kunstcentret, Silkeborg Bad, 2013)
- Landskaber som scene (Sophienholm, 2013)
- Edderkoppen (Café Annas forlag, 2013)
- Skvalderkål (Clausens Kunsthandel, 2014)
- Den jyske aftensang - af Ellen Marsvins optegnelse (Forlaget Sneppen, 2014)
- Miraklernes tid (Café Anna, 2014)
- Rysteribs (Jorinde og Joringel, 2014)
- Mathiesens kanon (Café Annas Forlag, Pilegaards Antikvariat, 2016)
- Pastorale (Forlaget Anette Blæsbjerg Ørom, 2016)
- Lille Kakofoni (Kunstcentret Silkeborg Bad, 2016)
- Små rejser (Det aarhusianske forlag Herman & Frudit, 2018)
- Må gerne berøres (Clausens Kunsthandel, 2018)
- Flueskidt (Café Annas Forlag, 2019)
- Omveje (Asger Schnacks Forlag, 2020)
- Akvareller. Efterladte digte (Det aarhusianske forlag Herman & Frudit, 2023)

Børnebøger:
- Henrik Hundekoks bedrifter (Gyldendal, 1983)
- Harlekin på flugt (Gyldendal, 1988))
- De syv søskende (Gyldendal, 1989)
- Den lille skrædder (Gyldendal, 1991)
- Den kinesiske flue (Høst & Søn, 1994)
- Skatten i højen (Høst & Søn, 2000)
- Grovæderen (Høst & Søn, 2001)
- Lommebogen (Høst & Søn, 2002)
- De fandens mus (Høst & Søn, 2003)
- Nu hygger vi os (Høst & Søn, 2003)
- Et ugleblik (Lindhardt & Ringhof, 2003)
- Den punkterede nisse (Høst & Søn, 2004)
- Det er bare gas (Høst & Søn, 2005)
- Kragernes konger (Høst & Søn, 2007)
- Den sultne kat (Høst & Søn, 2007)
- Hunden der løb hver sin vej (Høst & Søn, 2010)
- Krokodillen der var så grådig at den åd sig selv (Clausens Kunsthandel, 2010)

## Hæder
- Modtog i 2009 Kritikerprisen for digtsamlingen Bonjour monsieur Satie
- Modtog Statens Kunstfonds Livsvarige Ydelse i 2002[2]
- Modtog i 1987 Otto Gelsted-prisen[3]